# Vertanès Askérian
Le Père Vertanès Askérian ou Asguérian est un Arménien mékhitariste de Venise. Né à Constantinople en 1720, il est décédé à Venise en 1810.

## Œuvres
Le Père Vertanès traduisit en arménien un très grand nombre d'ouvrages, tels que l’Histoire romaine de Rollin (1816), les deux premiers volumes de l’Histoire universelle de Dom Calmet, l'Imitation de Jèsus-Christ (1786), la Philosophie morale d'Emanuele Tesauro (1793) etc.
La traduction latine de tous ses livres compose l'office de la liturgie de l'Église catholique arménienne.

## Sources
- Dezobry et Bachelet, Dictionnaire de biographie, t.1, Ch. Delagrave, 1876, p. 155.
- Pierre Larousse, Grand dictionnaire universel du XIXe siècle, vol. 1, 1864, p. 745.